# الحكومة الجزيرية في جزر الفلبين
كانت الحكومة الجزيرية في جزر الفلبين حكومةً تابعة للولايات المتحدة أسست عام 1901 وحُلَّت عام 1935. سبقت الحكومة الجزيرية في جزر الفلبين حكومة الولايات المتحدة العسكرية في جزر الفلبين وخلفها كومنولث الفلبين.
كسبت الولايات المتحدة جزر الفلبين عام 1898 نتيجةً للحرب الإسبانية الأمريكية. في عام 1902، مرر الكونغرس الأمريكي قانون الفلبين الأساسي، الذي نظم الحكومة هناك وأصبح قانون جزر الفلبين الأساسي. كان القانون بخدمة الحاكم العام الذي يعينه رئيس الولايات المتحدة والهيئة التشريعية الفلبينية ذات المجلسين؛ الأول هو هيئة الفلبين المُعينة بصفتها المجلس التشريعي الأعلى والجمعية الفلبينية المنتخبة بشكل كامل والمكونة بشكل كامل من أعضاء فلبينيين بصفتها المجلس التشريعي الأدنى.
يشير مصطلح الجزيري إلى حقيقة أن الحكومة تعمل تحت سلطة مكتب الشؤون الجزيرية الأمريكي. كان لبورتوريكو وغوام حكومتين جزيريتين في ذلك الوقت. صارعت المحكمة العليا الأمريكية مع الأوضاع الدستورية لهذه الجزر في ما يُعرف بقضايا الجزر. في قضية «دور ضد الولايات المتحدة» عام 1904، حكمت المحكمة بأن الفلبينيين لا يملكون حقًا دستوريًا بالمحاكمة عن طريقة هيئة محلفين. في الفلبين نفسها كان لمصطلح جزيري استخدامٌ محدود. على الأوراق النقدية وطوابع البريد وشعار البنالة كانت الحكومة تشير إلى نفسها ببساطة بجزر الفلبين.
استُبدل قانون الفلبين الأساسي عام 1916 بقانون جونز، الذي أنهى عمل مفوضية الفلبين وضمن لكلا مجلسي الهيئة التشريعية الفلبينية أن يُنتخبا بالكامل. في عام 1935 استُبدلت الحكومة الجزيرية بالكومنولث. كان هدف الكومنولث أن يبقى لشعر سنوات لتحضير البلاد للاستقلال.

## خلفية تاريخية
تطورت الحكومة الجزيرية من لجنة تافت أو لجنة الفلبين الثانية المعينة في السادس من مارس عام 1900. ترأس هذه المجموعة ويليام هاوارد تافت وضمن الرئيس ويليام مكينلي لها السلطات التشريعية في سبتمبر عام 1900. أنشأت اللجنة نظامًا قضائيًا ونظامًا تعليميًا وخدمة مدنية ودستورًا قانونيًا. طُعن في شرعية هذه الإجراءات حتى تمرير تعديل سبونر عام 1901 الذي ضمن لرئيس الولايات المتحدة السلطة لحكم الفلبين.
رأت الحكومة الجزيرية مهمتها بصفتها وصيةً لتحضير الفلبين لاستقلالها النهائي. في الرابع من يوليو عام 1901 عُيّن تافت بصفته حاكمًا مدنيًا والذي سمى وزراء حكومته خلال مراسم تنصيبه. احتفظ الحاكم العسكري أدنا شافي بالسلطة في المناطق المضطربة. في الرابع من يوليو عام 1902 أبطِل مكتب الحاكم العسكري وأصبح تافت أول حاكم أمريكي عام لجزر الفلبين.
جرّد قانون الفلبين الأساسي الكنيسة الكاثوليكية بصفتها دينًا للدولة. في عام 1904، فاوض تافت على شراء 1587 كيلومترًا مربعًا من ملكية الكنيسة مقابل 7,5 مليون دولار. على الرغم من ذلك، فشلت الحكومة الجزيرية في التحقق من سندات ملكية الرهبان واستعادتها إلى إرث الفلبينيين. ثم أنشأت الحكومة الجزيرية نظام سندات ملكية لهذه الأراضي، ولكن نظرًا لوجود عدد قليل من موظفي المساحة، بقيت الكثير من الأراضي دون سندات ملكية.
بعد عامين من اكتمال ونشر التعداد السكاني، أجريت انتخابات عامة لاختيار ممثلين للجمعية الشعبية. عقدت الجمعية الفلبينية المنتخبة عام 1907 بصفتها المجلس الأدنى في الهيئة التشريعية ذات المجلسين اجتماعًا مع لجنة الفلبين بصفتها المجلس الأعلى. في كل سنة وبدايةً من عام 1907 مررت الجمعية الفلبينية (لاحقًا الهيئة التشريعية الفلبينية) قوانين تعبر عن رغبة الفلبين بالاستقلال.

### قانون جونز
يد الفلبينيون الوطنيون بقيادة مانويل ل. كويزون وسيرخيو أوسمينا بحماس وثيقة جونز لعام 1912 التي ضمنت الاستقلال للفلبين بعد ثماني سنوات، ولكنهم غيروا رأيهم لاحقًا، مختارين وثيقةً لا تركز على الزمن بشكل كبير بل على ظروف الاستقلال. طالب الوطنيون أن تضمن الولايات المتحدة الاستقلال الكامل والمطلق، لأنهم شعروا بالخوف من أنّ الاستقلال السريع جدًا للفلبين عن حكم الولايات المتحدة سيضعها بخطر الوقوع في أيدي اليابانيين. أعيدت كتابة وثيقة جونز ومررها الكونغرس عام 1916 مع تحديد موعد لاحق للاستقلال.
حل قانون جونز أو قانون الاستقلال الفلبيني مكان قانون الفلبين الأساسي. نصت مقدمة القانون على أن الاستقلال النهائي للفلبين هو سياسة أمريكية تخضع لتأسيس حكومة مستقرة. احتفظ القانون بتعيين حاكم عام، لكنه أنشأ هيئة تشريعية فلبينية مؤلفة من مجلسين لتحل محل الجمعية الفلبينية المنتخبة (المجلس الأدنى)؛ استُبدلت اللجنة الفلبينية المُعينة (المجلس الأعلى) بمجلس شيوخ منتخب.
علّق الفلبينيون حملة الاستقلال خلال الحرب العالمية الأولى وناصروا الولايات المتحدة وقوى الحلفاء ضد الإمبراطورية الألمانية. بعد انتهاء الحرب، واصل الفلبينيون مسعاهم في الاستقلال بحيوية عظيمة. في السابع عشر من مارس عام 1919 مررت الهيئة التشريعية الفلبينية «إعلان الأهداف» والذي نص على الرغبة الثابتة للشعب الفلبيني بأن يكون حرًا وحاكمًا لنفسه. أنشِئت لجنة الاستقلال لدراسة الطرق والوسائل لتحقيق الهدف التحرري. أوصت اللجنة بإرسال بعثة الاستقلال إلى الولايات المتحدة. أشار إعلان الأهداف إلى قانون جونز بصفته هدفًا حقيقيًا أو ميثاقًا بين الشعبين الأمريكي والفلبيني وفيه تعترف الولايات المتحدة باستقلال الفلبين بمجرد ما تُنشئ حكومة مستقرة. وافق الحاكم العام الأمريكي للفلبين فرانسيس بيرتون هاريسون في تقرير الهيئة التشريعية على وجود حكومة مستقرة.
مولت الهيئة التشريعية الفلبينية بعثة الاستقلال إلى الولايات المتحدة عام 1919. غادرت البعثة مانيلا في الثامن والعشرين من فبرايروالقت في أمريكا مع وزير الحربية نيوتن د. بيكر وعرضت قضيتها عليه. في رسالة الوداع التي وجهها الرئيس وودرو ويلسون إلى الكونغرس، صرّح بأن الشعب الفلبيني أدى الشروط المفروضة بصفتها متطلبات مسبقة للاستقلال، ومعلنًا أنه يجب على الولايات المتحدة أن تمنح للفلبين استقلالها. بعد ذلك، سيطر الحزب الجمهوري على الكونغرس ولم يُستجب لتوصية الرئيس الديمقراطي السابق.

### الطريق إلى حالة الكومنولث
بعد بعثة الاستقلال الأولى، أصبح التمويل العام لهذه البعثات غير قانوني. مولت بعثات الاستقلال اللاحقة في 1922 و 1923 و 1930 و 1931 1932 وبعثتين في عام 1933 من مساهمات التبرعات. قُدمت العديد من مشاريع قوانين الاستقلال إلى الكونغرس الأمريكي، الذي أقر مشروع قانون هير-هاويس-كتينغ في 30 ديسمبر عام 1932. استخدم الرئيس الأمريكي هربرت هوفر حق النقض على مشروع القانون في 13 يناير 1933. تجاهل الكونغرس حق النقض الذي استخدمه الرئيس وأصبح قانون هير-هاويس-كتينغ قانونًا في الولايات المتحدة. وعد القانون باستقلال الفلبين بعد 10 سنوات، لكنه احتفظ بالعديد من القواعد العسكرية والبحرية للولايات المتحدة، بالإضافة إلى فرض الرسوم الجمركية والحصص على الصادرات الفلبينية. وطلب القانون كذلك من مجلس الشيوخ الفلبيني التصديق على القانون. حث كويزون مجلس الشيوخ الفلبيني على رفض مشروع القانون، وهو ما حدث. قاد كويزون بنفسه بعثة الاستقلال الثانية عشرة إلى واشنطن لضمان تحقيق استقلال أفضل. كانت نتيجة زيارة هذه البعثة قانون تيدينغس-مكدافي لعام 1934 والذي كان مشابهًا جدًا لقانون هير-هاويس-كتينغ باستثناء تفاصيل بسيطة. صُدّق على قانون تيدينغس-مكدافي من قبل مجلس الشيوخ الفلبيني. ينص القانون على منح الاستقلال الفلبيني بحلول عام 1946.
ينص قانون تيدينغس-مكدافي على صياغة الدستور وإرشاداته لفترة عشر سنوات انتقالية ككومنولث الفلبين قبل منح الاستقلال الفلبيني. في 5 مايو 1934، أقرت الهيئة التشريعية الفلبينية قانونًا يحدد انتخاب مندوبي المؤتمر. حدد الحاكم العام فرانك مورفي يوم 10 يوليو موعدًا للانتخاب، وعقد المؤتمر جلسته الافتتاحية في 30 يوليو. مُرر مشروع الدستور المكتمل بموجب الاتفاقية في 8 فبراير 1935، والذي وافق عليها الرئيس الأمريكي فرانكلين روزفلت في 23 مارس، وصدّق عليه بتصويت شعبي في 14 مايو. أجريت أول انتخابات بموجب دستور 1935 الجديد في 17 سبتمبر، وفي 15 نوفمبر 1935 أسِس الكومنولث.

## الحاكم العام
في 4 يوليو 1901، نُقلت السلطة التنفيذية على الجزر إلى رئيس اللجنة الفلبينية، الذي كان يحمل لقب «الحاكم المدني» وهو منصب عينه رئيس الولايات المتحدة ووافق عليه مجلس الشيوخ الأمريكي. للسنة الأولى، حكم الحاكم العسكري، إدنا شافي، أجزاء من البلاد لا تزال تقاوم الحكم الأمريكي، بالتزامن مع الحاكم المدني وليام هوارد تافت. كانت الخلافات بين الاثنين شائعة. في العام التالي، في الرابع من يوليو 1902، أصبح الحاكم المدني السلطة التنفيذية الوحيدة للجزر. بقي شافي قائدًا للفرقة الفلبينية حتى 30 سبتمبر 1902.
غُيّر اللقب ليصبح «الحاكم العام» في عام 1905 بموجب قانون الكونغرس (القانون العام 43 - 6 فبراير 1905).
في 15 نوفمبر 1935، نُصبت حكومة الكومنولث. أنشئ مكتب رئيس الفلبين ليحل محل الحاكم العام كرئيس تنفيذي، ويتولى العديد من واجبات الرئيس السابق. ثم أصبح الحاكم العام الأمريكي يُعرف باسم المفوض السامي للفلبين.

## المفوضون المقيمون
منذ إصدار القانون الأساسي وحتى الاستقلال، كانت جزر الفلبين ممثلة في مجلس النواب بالولايات المتحدة من قبل مفوضين مقيمين ثم مفوض مقيم واحد في الفلبين. على غرار الممثِلين والمفوض المقيم لبورتوريكو، كان المفوضون المقيمون أعضاء غير مصوتين في الكونغرس.